# Kampinos Nationalpark
Kampinos Nationalpark (polsk: Kampinoski Park Narodowy) er en nationalpark i det østlige-centrale Polen i Masovian Voivodeship i den nordvestlige udkant af Warszawa.

## Oprettelse og geografi
Ideen om at skabe en park her dukkede op for første gang i 1920'erne. I 1930'erne blev de første skovreservater åbnet: Granica, Sieraków og Zamczysko . I dag er disse reservater meget større og er strengt beskyttet.
Parken blev oprettet i 1959 og dækkede et samlet areal på 407 km2 . Det dækker den gamle Kampinosskov (Puszcza Kampinoska) , og i januar 2000 blev området føjet til UNESCOs liste over biosfærereservater . Parken er nu lidt mindre end oprindeligt og dækker nu 385,44 km², heraf er 46,38 km² strengt beskyttet. Beskyttelseszonen omkring parken dækker 377,56 km². Skove tegner sig for omkring 70% af parkens areal, og de mest almindelige træer er fyrretræer . Parkens symbol er elgen .
Kampinoski National Park ligger ved det største flodsammenløb i Polen - her mødes dalene Vistula, Vestlige Bug, Narew, Wkra og Bzura . Der er ingen søer i området, den største flod i parken er Łasica, der er en biflod til Bzura.

## Flora og Fauna
Parken har en rig flora med omkring 1245 plantearter, hvoraf 69 er beskyttet. Parkens landskab er en blanding af klitter og sumpområder med fyrretræer, der vokser på sand og enge i sumpene.
Parken er sammen med en nærliggende dal Vistula et frodigt område med mange dyr. Ifølge biologer er der 16.000 dyrearter, hvoraf de mest talrige er insekter (2030 arter) og fugle (200 arter). Parkens eksperter har stor erfaring med genindføring af truede dyr - elg (siden 1951), bæver (siden 1980) og los (siden 1992). 83 dyrearter betragtes som truede.

## Historie
Parkens område har en rig historie, her fandt mange vigtige begivenheder i forbindelse med polsk historie sted. Der er mange historiske minder og bl.a grave med oprørere fra det Januaropstanden i 1863, krigskirkegårde fra polsk-tysk krig i 1939 og grave for medlemmer af anti-tysk modstand (1944–45). På Palmiry- kirkegården lå mange indbyggere fra Warszawa, der blev hemmeligt dræbt af tyskerne i årene 1939-1945 . I Żelazowa Wola i udkanten af parken ligger et herregård, hvor den berømte komponist Frédéric Chopin blev født.

## Faciliteter
Turister er velkomne på parkens vandre-, cykel-, hesteruter og skiløjper. Der er stier med en samlet længde på ca. 360 kilometer. Cykelentusiaster kan prøve den 200 km Kampinos cykelsti. Der er også 10 uddannelsesstier.
- Elg
- Traner
- Latterfrø
- Okkergul randøje
- Grøn køllesværmer